# Winnie the Pooh: Le avventure nel Bosco dei 100 Acri
Winnie the Pooh: Le avventure nel Bosco dei 100 Acri (あつめてあそぶ くまのプーさん ～もりのたからもの～?, Atsumete Asobu Kuma no Pū-san ~Mori Notakara Mono~, lett. "Colleziona e gioca con Winnie the Pooh ~Tesori della foresta~") è un videogioco d'avventura in 2D del 2000 esclusivo per Game Boy Color, sviluppato da Tose e pubblicato in Giappone da Tomy, in Nord America da NewKidCo e in Europa da Ubi Soft Entertainment.
È il primo titolo basato sull'orsetto Winnie the Pooh ad essere realizzato per una console videoludica.

## Modalità di gioco
Winnie the Pooh: Le avventure nel Bosco dei 100 Acri presenta sia minigiochi in stile arcade che semplici elementi d'avventura. La maggior parte del gameplay utilizza una struttura da gioco da tavolo simile a quella della serie di Mario Party. È incredibilmente facile progredire in esso e, se il giocatore fallisce una sfida, il gioco gli permetterà comunque di continuare. Inoltre lo scopo è quello di seguire Pooh mentre esplora il Bosco dei 100 Acri e aiutare Christopher Robin e i suoi amici a superare diversi problemi. Man mano che il giocatore completa le diverse parti dell'avventura, queste vengono conservate nella libreria di Pooh nella sua casa, dove il giocatore può consultarle in qualsiasi momento.
I minigiochi presenti all'interno del titolo sono simili a quelli della gamma Game & Watch e sono per lo più semplici compiti che il giocatore può completare facilmente. Tra questi, un gioco in stile Simon dice in cui il giocatore segue le istruzioni di Winnie e un minigioco in cui il giocatore deve raccogliere le ghiande che cadono per Pimpi.

## Accoglienza
Le recensioni ottenute si concentrano sulla sua difficoltà estremamente facile e sul rivolgimento a un pubblico prescolare. Craig Harris di IGN ha ritenuto che fosse stato creato per un pubblico di età inferiore ai dieci anni e ha osservato che "non c'è nulla qui che possa durare più di un'ora per un giocatore esperto". Nintendo Power ha elogiato la grafica del gioco e ha ritenuto che Winnie the Pooh: Avventure nel Bosco dei 100 Acri avrebbe "incantato i più piccoli e i più teneri".